# ランチア・ムーザ
ムーザ（Musa ）はイタリアの自動車メーカー・フィアットのランチア部門が2004年から製造販売する5ドアのミニバン風ハッチバック型乗用車である。ベース車はフィアット・イディアで、機械部分の多くを共有するが、フロント・リア及び内装はランチア車の伝統的なモチーフに改められている。また、イディア・ムーザともフィアットの「プロジェクト188」プラットフォームを用いており、フィアット・プント(二代目)とも同系列となる。

## 概要
ベースとなったフィアット・イディアに対するムーザの特徴としては、自動シフトも可能な「Dolce Far Niente」(D.F.N.)と呼ばれる半自動変速機が選択可能なこと、アルカンターラや本革を多用し、クロームメッキでアクセントを付けられたエレガントなインテリアを有することが挙げられる。また、ポルトローナ・フラウが製作したインテリアトリムや、外装塗装もメタリック系の2トーンカラーの組み合わせが多種類用意されるなど、実用一辺倒のミニバンとは違う「小さな高級車」としての個性を主張している。これは弟分のランチア・イプシロンとも共通した演出である。
バリエーションはガソリンエンジン車が1,368cc8バルブ78馬力/5,800rpmの「1.4 8V」と同16バルブ95馬力/5,800rpmの「1.4 16V」の2種、ディーゼルエンジン車が1,248cc8バルブ70馬力/4,000rpmの「1.3 Multijet 16V」と同16バルブ90馬力/4,000rpmの「1.3 Multijet 16V」、1,910cc8バルブ101馬力/4000rpmの「1.9 Multijet 8V」、そして最高性能版の1,598cc16バルブ120馬力/4,000rpmの「1.6 Multijet 16V」の4種であり、明らかに主力はディーゼルエンジン車となっている。このディーゼルエンジン搭載車は低燃費と動力性能を高い次元で両立しており、ムーザのオーナーの一人である自動車評論家の小林彰太郎はこれを絶賛し、イプシロンから二台続けてディーゼルエンジンのランチアを愛用している。

## 変遷
2007年10月にはマイナーチェンジを受けた。トランクスペースの拡大、フロントグリルの変更とランチアマークの大型化、BluetoothとMP3オーディオへの対応、ボディカラーへの新色追加などがその内容である。
2012年、生産終了。

## 日本への輸入
日本へはガレーヂ伊太利屋によって少数が並行輸入されている。価格は1.4　16Vで316.05万円となっている。5ナンバーサイズに収まる欧州車では貴重な一台でもあるが、左ハンドルのみで販売・サービス網も限定されていることから販売は伸びていない。